# فیات رگاتا

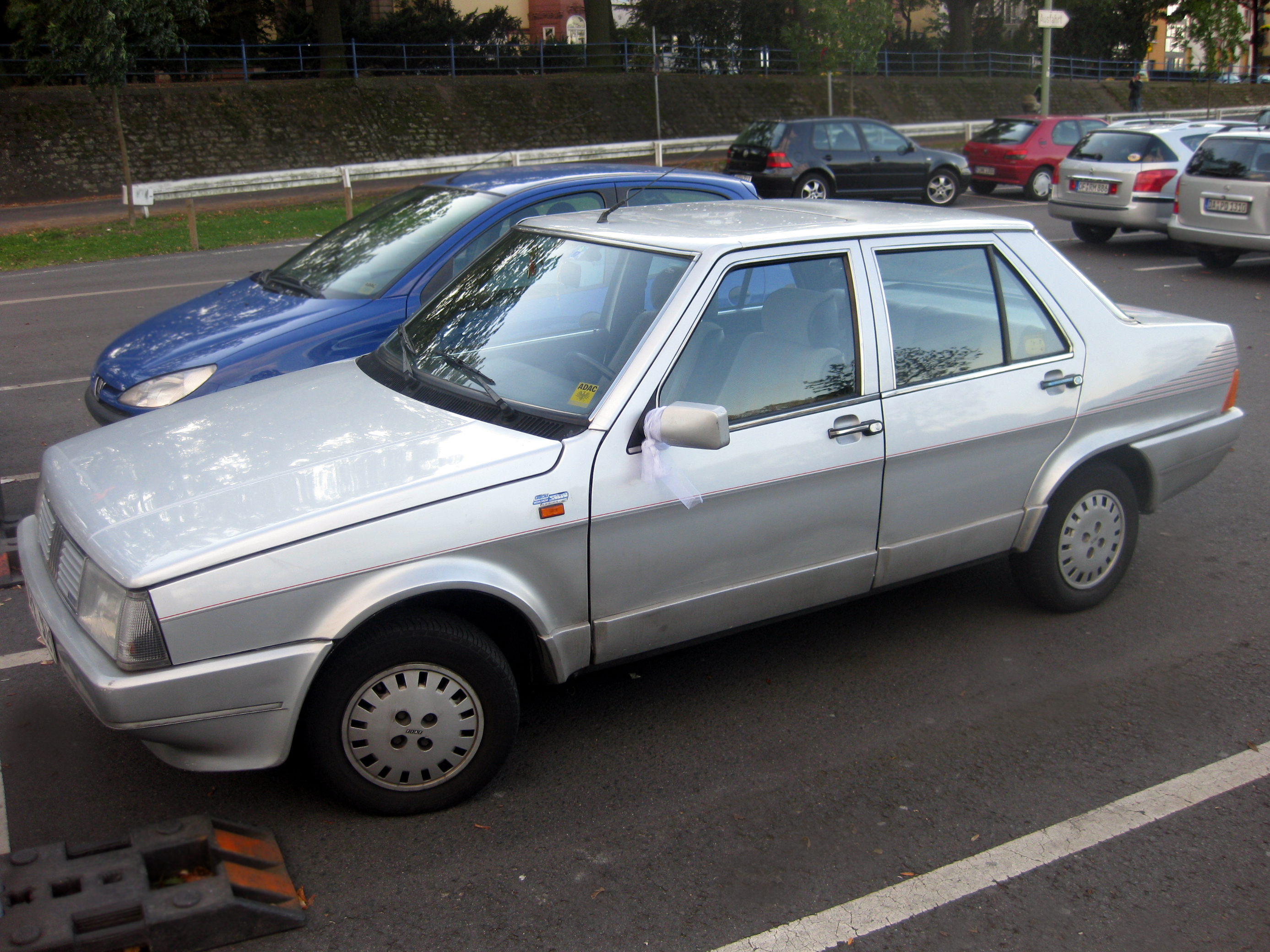

فیات رگاتا (Fiat Regata) خودرویی است که در سال‌های ۱۹۸۳ تا ۱۹۹۰در فیات ۱۳۱، تورین و ایتالیا تولید شده‌است. 
این خودرو در کلاس خودرو کامپکت قرار گرفته، طراحی آن خودروهای موتور جلو-محور جلو بوده طول آن در حالت طبیعی ۴٬۲۶۰ میلیمتر (۱۶۸ اینچ)، عرض آن در حالت طبیعی ۱٬۶۵۱ میلیمتر (۶۵٫۰ اینچ) و ارتفاع آن در حالت طبیعی ۱٬۴۱۲ میلیمتر (۵۵٫۶ اینچ) است. 